# Tir aux Jeux olympiques d'été de 2024 - Pistolet à 10 m air comprimé mixte
Navigation
Tokyo 2020 Los Angeles 2028
L'épreuve mixte de pistolet à 10 mètres air comprimé des Jeux olympiques d'été de 2024 se déroule le 30 juillet 2024 au Centre national de tir sportif à Châteauroux, en France, à environ 260 km au sud de Paris.

## Records
Avant cette compétition, les records dans cette discipline étaient les suivants : 

## Programme
| Date             | Horaire | Manche         |
| ---------------- | ------- | -------------- |
| Lundi 29 juillet | 09 h 15 | Qualifications |
| Mardi 30 juillet | 09 h 30 | Finales        |

## Médaillés
| Or                                     | Argent                                       | Bronze                              |
| Serbie - Zorana Arunović - Damir Mikec | Turquie - Şevval İlayda Tarhan - Yusuf Dikeç | Inde - Manu Bhaker - Sarabjot Singh |

## Résultats détaillés
Les 2 meilleures paires de tireurs se qualifient pour la finale pour la médaille d'or (FA) ; les deux suivantes pour celle pour la médaille de bronze (FB).
| Rang | Athlètes              | Pays         | Séries | Séries | Séries | Total  | Notes |
| Rang | Athlètes              | Pays         | 1      | 2      | 3      | Total  | Notes |
| ---- | --------------------- | ------------ | ------ | ------ | ------ | ------ | ----- |
| 1    | Şevval İlayda Tarhan  | Turquie      | 97     | 97     | 97     | 582-18 | FA    |
| 1    | Yusuf Dikeç           | Turquie      | 99     | 98     | 94     | 582-18 | FA    |
| 2    | Zorana Arunović       | Serbie       | 97     | 98     | 97     | 581-24 | FA    |
| 2    | Damir Mikec           | Serbie       | 95     | 98     | 96     | 581-24 | FA    |
| 3    | Manu Bhaker           | Inde         | 98     | 98     | 95     | 580-20 | FB    |
| 3    | Sarabjot Singh        | Inde         | 95     | 97     | 97     | 580-20 | FB    |
| 4    | Oh Ye-jin             | Corée du Sud | 97     | 98     | 94     | 579-18 | FB    |
| 4    | Lee Won-ho            | Corée du Sud | 97     | 96     | 97     | 579-18 | FB    |
| 5    | Li Xue                | Chine        | 96     | 96     | 98     | 578-19 |       |
| 5    | Zhang Bowen           | Chine        | 98     | 94     | 96     | 578-19 |       |
| 6    | Josefin Eder          | Allemagne    | 96     | 92     | 96     | 577-21 |       |
| 6    | Christian Reitz       | Allemagne    | 98     | 98     | 97     | 577-21 |       |
| 7    | Kim Ye-ji             | Corée du Sud | 99     | 98     | 96     | 577-16 |       |
| 7    | Cho Yeong-jae         | Corée du Sud | 93     | 94     | 97     | 577-16 |       |
| 8    | Jiang Ranxin          | Chine        | 96     | 95     | 95     | 576-20 |       |
| 8    | Xie Yu                | Chine        | 96     | 99     | 95     | 576-20 |       |
| 9    | Doreen Vennekamp      | Allemagne    | 96     | 95     | 96     | 576-16 |       |
| 9    | Robin Walter          | Allemagne    | 96     | 97     | 96     | 576-16 |       |
| 10   | Rhythm Sangwan        | Inde         | 97     | 99     | 92     | 576-14 |       |
| 10   | Arjun Singh Cheema    | Inde         | 97     | 93     | 98     | 576-14 |       |
| 11   | Irina Yunusmetova     | Kazakhstan   | 95     | 95     | 94     | 575-19 |       |
| 11   | Nikita Chiryukin      | Kazakhstan   | 93     | 98     | 100    | 575-19 |       |
| 12   | Antoaneta Kostadinova | Bulgarie     | 97     | 93     | 98     | 574-19 |       |
| 12   | Kiril Kirov           | Bulgarie     | 97     | 94     | 95     | 574-19 |       |
| 13   | Olena Kostevytch      | Ukraine      | 96     | 93     | 96     | 572-19 |       |
| 13   | Viktor Bankin         | Ukraine      | 93     | 97     | 97     | 572-19 |       |
| 14   | Kishmala Talat        | Pakistan     | 97     | 97     | 93     | 571-17 |       |
| 14   | Gulfam Joseph         | Pakistan     | 92     | 98     | 94     | 571-17 |       |
| 15   | Şimal Yılmaz          | Turquie      | 96     | 91     | 96     | 569-24 |       |
| 15   | İsmail Keleş          | Turquie      | 94     | 95     | 97     | 569-24 |       |
| 16   | Agate Rašmane         | Lettonie     | 93     | 95     | 92     | 568-13 |       |
| 16   | Lauris Strautmanis    | Lettonie     | 94     | 97     | 97     | 568-13 |       |
| 17   | Camille Jedrzejewski  | France       | 96     | 93     | 96     | 565-17 |       |
| 17   | Florian Fouquet       | France       | 91     | 93     | 96     | 565-17 |       |

|          | Rang                                | Athlètes                         | Pays         | Total |
| -------- | ----------------------------------- | -------------------------------- | ------------ | ----- |
| Finale A | Médaille d'or, Jeux olympiques      | Zorana Arunović Damir Mikec      | Serbie       | 16    |
| Finale A | Médaille d'argent, Jeux olympiques  | Şevval İlayda Tarhan Yusuf Dikeç | Turquie      | 14    |
|          |                                     |                                  |              |       |
| Finale B | Médaille de bronze, Jeux olympiques | Manu Bhaker Sarabjot Singh       | Inde         | 16    |
| Finale B | 4                                   | Lee Won-ho Oh Ye-jin             | Corée du Sud | 10    |